# Prugnanes
Prugnanes (occitansk: Prunhanas) er en by og kommune i departementet Pyrénées-Orientales i Sydfrankrig.

## Geografi
Prugnanes ligger i landskabet Fenouillèdes 49 km vest for Perpignan. Nærmeste byer er mod øst Saint-Paul-de-Fenouillet (7 km)og mod vest Caudiès-de-Fenouillèdes (7 km).

## Demografi

### Udvikling i folketal
| 1962                                                              | 1968 | 1975 | 1982 | 1990 | 1999 | 2007 | 2013 | 2017 |
| ----------------------------------------------------------------- | ---- | ---- | ---- | ---- | ---- | ---- | ---- | ---- |
| 103                                                               | 85   | 79   | 65   | 55   | 69   | 100  | 100  | 104  |
| Tal fra og med 1962 er uden dobbelttælling (sans doubles comptes) |      |      |      |      |      |      |      |      |